# فاندوم (موقع ويب)
فاندوم (بالإنجليزية: Fandom)‏ ويُعرف أيضًا باسم ويكيا (بالإنجليزية: Wikia)‏ هو موقع ويب مجاني لاستضافة مواقع الويكي تشغلها ويكيا المحدودة تأسس عام 2004.
تتيح ويكيا القراءة والتحرير المجاني لمواقع الويكي التي تستضيفها، وتتاح محتويات الويكيات المنشأة عن طريق المستخدمين تحت رخص حقوق متروكة. برنامج الويكي المستخدم في ويكيا هو الميدياويكي.
أسسه جيمي ويلز (الرئيس الفخري لمؤسسة ويكيميديا) وأنجيلا بيسلي (التي كانت تعمل في العلاقات العامة في مؤسسة ويكيميديا)، وبالرغم من ذلك فليس هناك أي رابط أو علاقة مباشرة بين ويكيا ومؤسسة ويكيميديا أو بين ويكيا ومشروع ويكيبيديا.

## تاريخها
ويكيا هي مجتمع لدعم وإنشاء وتطوير المجتمعات واستضافة مواقع على شبكة الإنترنت. لديها حاليًا أكثر من 40,000 مجتمعًا محليا في أكثر من 140 لغة مختلفة. محتويات ويكيا يتم توزيعها بموجب تراخيص حرة، وتعمل بواسطة برنامج ميدياويكي.
غيرت ويكيا اسمها من ويكيسايتز (بالإنجليزية: Wikicities)‏ في 27 مارس، 2006، وقالت بأن: «اسم ويكيسايتز أحدث ارتباكاً لدى كثير من الناس، مما جعلهم يعتقدون أن الموقع خاص بالويكيات الخاصة بالمدن، بدلاً من كون هدف ويكيا وهو استضافة أي ويكي عن أي موضوع».

## البرمجيات
تستخدم ويكيا ميدياويكي على خوادم جنو/لينكس (ردهات ودبيان وأوبونتو)، وهي تقول أنها تقدم الدعم التقني والاجتماعي لجميع مسائل إدارة الويكي.

## الشركة
يجري تشغيل ويكيا من قبل مؤسسة ويكيا. بواسطة مكاتب في سان فرانسيسكو، نيويورك في الولايات المتحدة الأمريكية وفي بوزنان في بولندا. كما توجد فرق بعيدة في كل من تشيلي، إنجلترا، ألمانيا، اليابان، تايوان وأماكن أخرى في بولندا والولايات المتحدة. تأسست ويكيا من قبل جيمي ويلز وأنجيلا بيسلي أثناء سنة 2004. وكان يقع مقرها في ديلاوير. أصبح جيل بنشينا الرئيس التنفيذي لويكيا في جوان 2006. في نفس الوقت، تحول مقر المؤسسة إلى فلوريد في كاليفورنيا. تم إنشاء مكتب آخر في سبتمبر 2006 في بوزنان ببولندا. كذلك تم افتتاح مكتب في نيويورك في ديسمبر 2006.
وظفت ويكيا بعض الموظفين التقنيين في الولايات المتحدة؛ وفتحت أيضا مكتبا في بوزنان، بولندا في عام 2006، ووضح جيمي ويلز سبب اختيار المكان بقوله «الرواتب معقولة، وذات جودة عالية. تستطيع أن تجد مبرمجين أرخص في أنحاء أخرى من العالم، ولكن الجودة ليست هناك!»

## ويكيا بالعربية

لقطة شاشة من يكيا

تم افتتاح موقع مجتمع ويكيا العربية -الذي يهدف مثل بقية اللغات الأخرى- إلى التعريف بويكيا ونشرها ومساعدة المستخدمين وعرض أحسن الموسوعات (ويكيات) العربية. كما يوفر توجيهات وإرشادات مترجمة من ويكيا الإنجليزية. حيث تسمح ويكيا للمستخدمين بإنشاء ويكيات عن أي موضوع وهي متوفرة بعدة لغات منها العربية، ظهرت بعض الويكيات العربية حول مواضيع مختلفة مثل الترفيه وألعاب الفيديو والأنمي والمانغا والأفلام لكنها تعتبر قليلة نسبيًا. يذكر أن برنامج الويكي (ميدياويكي) الذي تعتمد عليه ويكيا مترجم بشكل شبه كامل إلى اللغة العربية إلا أن الامتدادات الخاصة التي تستخدمها ويكيا لا تزال قيد الترجمة إلى لغات عديدة من بينها العربية.

### ويكيإجابات
ويكيإجابات هو موقع أسئلة/أجوبة يعمل بنظام الويكي يمكن من طرح أي أسئلة، أعادت ويكيا إطلاقه في سنة 2009 ويتوفر بالعديد من اللغات الأخرى مثل العربية. وفي مارس 2010 أطلقت ويكيا  نظام «أسئلة من ويكيا» الذي يُمكّن أي شخص من إنشاء موقع ويكي إجابات بأية لغة حول أي موضوع تحت نطاق ويكيإجابات الفرعي.

### ويكيامساعدة
ويكيامساعدة هو موقع مساعدة المستخدمين في ويكيا، حيث يوفر صفحات مساعدة في كل المجالات كالتحرير ورفع الصور والتراخيص ودليل للإداريين.

### أحسن الويكيات
أحسن الويكيات العربية في ويكيا هم بيضيبيديا (الاموسوعة) ولوستبيديا (موسوعة لوست) وستارغيت ويكي (موسوعة ستارغيت الخيال العلمي).

## محركات البحث

### ويكياساري
اقترحت مؤسسة ويكيا إنشاء محرك بحث باسم ويكياساري (بالإنجليزية: Wikiasari)‏ ذو حقوق متروكة في نوفمبر 2004، غير أن المقترح لم يعد نشطا في 2005.

### ويكيا سيرش
بدأ تشغيل ويكياسيرش في 7 يناير، 2008. انتقد مراقبون تقنيون واجهة البحث التي استخدمت عند بدء الخدمة. أغلق المشروع في مارس 2009.